# Darwin D. Martin House

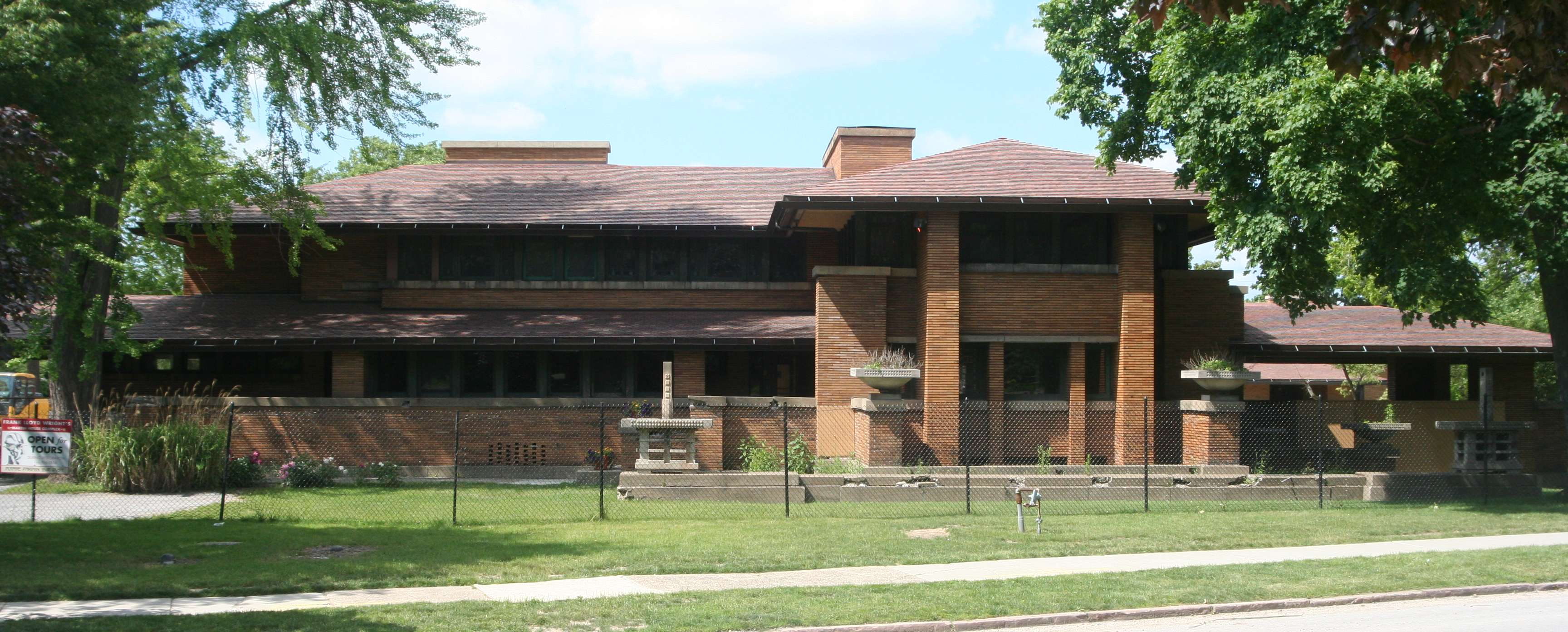
Darwin D. Martin House

Das Darwin D. Martin House wurde zwischen 1903 und 1905 erbaut und befindet sich in 125, Jewett Parkway in Buffalo, New York. Das Haus wurde von Frank Lloyd Wright entworfen und gilt als eines der wichtigsten Projekte seiner Prairie-School-Phase.

„Es kann argumentiert werden, dass der Martin House Complex … der wichtigste Hausentwurf der ersten Hälfte von Wrights Laufbahn ist, der nur durch ‚Fallingwater‘ 30 Jahre später sein Gegenstück hat.“

## Geschichte

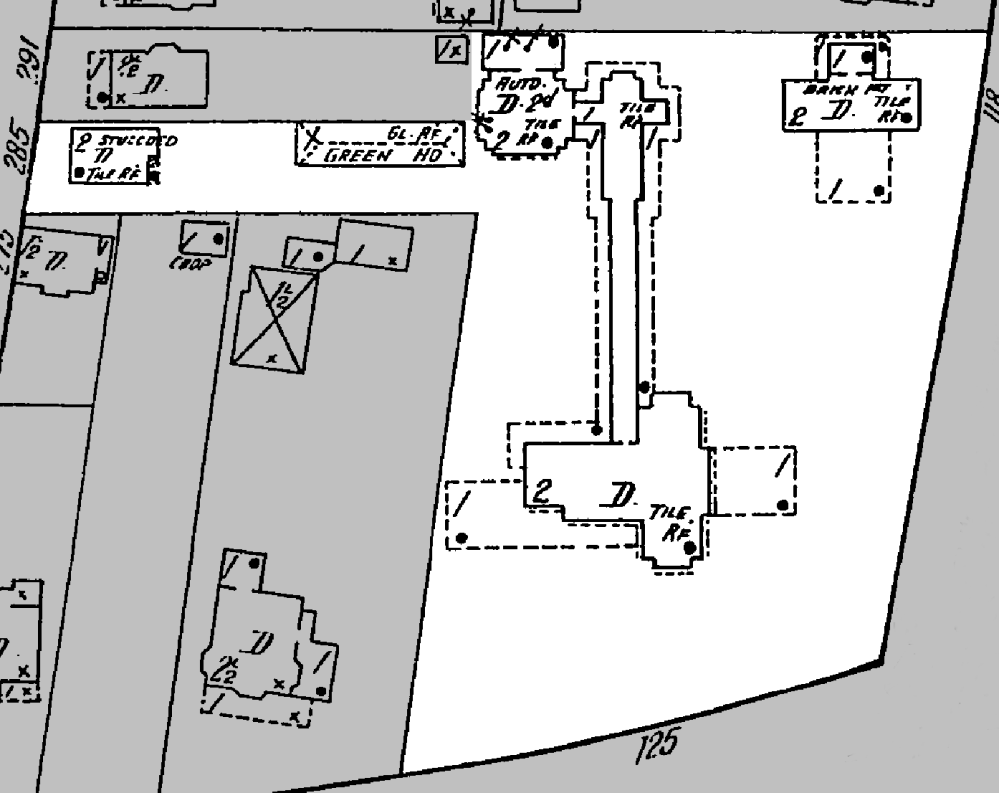
Grundriss des Gebäudekomplexes von 1916

Der Martin House Complex war der Wohnsitz von Isabelle und Darwin D. Martin (1865–1935), einem Unternehmer aus Buffalo. Er war die treibende Kraft bei der Wahl Wrights als Architekt für das Larkin Administration Building, das Wrights erste größere Arbeit für ein kommerzielles Bauvorhaben war. Martin war ein Angestellter der Seifenfabrik Larkin und Wright entwarf Häuser für weitere Angestellte, darunter das William R. Heath House und das Walter V. Davidson House.
Das Martin House gehört zu den besten Arbeiten Wrights aus jener Schaffensperiode im Osten der Vereinigten Staaten, gemeinsam mit dem Solomon R. Guggenheim Museum in New York City und Fallingwater in Pennsylvania. Wright entwarf den Komplex als eine integrierte Zusammensetzung verbundener Gebäude, deren Hauptbestandteile das Hauptgebäude, eine lange Pergola, ein Wintergarten und eine Remise sind. Ein kleineres Wohnhaus, das 1903 erbaute George Barton House, befindet sich anliegend und wurde für Delta und George Barton gebaut, Darwin Martins Schwester und Schwager.
Ein Gärtner wurde in einem kleinen Gartenhäuschen untergebracht, das 1908 ebenfalls von Wright projektiert wurde. Der Hauseigner war enttäuscht über die geringe Größe des Gewächshauses, sodass er 1905 ein 18 m langes Treibhaus errichten ließ, das zwischen dem Gartenhäuschen und dem Remise liegt. Dieses diente der Aufzucht von Pflanzen und Blumen für das Gebäude und das Grundstück. Das Treibhaus wurde nicht von Wright geplant und Martin ignorierte Wrights Vorschlag, „ein wenig Architektur dazu zu geben“.  Im Garten befinden sich zwei Skulpturen von Richard Bock, der mit Wright oft zusammenarbeitete.
Wright arbeitete noch zweimal für die Familie. Zwei Jahrzehnte später entwarf Wright 1926 ein Sommerhaus für die Familie Martin mit dem Namen Graycliff, das  im nahegelegenen Derby über dem Eriesee liegt. Fast ein Jahrhundert nach seiner Planung wurde das Blue Sky Mausoleum im Jahr 2004 auf Buffalos Forest Lawn Cemetery aufgebaut.

## Design
Das Design des Gebäudekomplexes stellt ein ideales Beispiel für Wrights Prairie School dar und ist vergleichbar mit anderen Werken aus diesem Abschnitt seiner Laufbahn, etwa dem Robie House in Chicago und dem Dana-Thomas House in Springfield in Illinois. Wright war besonders stolz auf den Entwurf des Martin House Complexes. Er bezeichnete es über fünfzig Jahre lang als sein „Opus“ und nannte den Komplex als „eine nahezu perfekte Komposition“.

„Die Hauptmotive und Anhaltspunkte waren: Erstens – die Zahl der notwendigen Teile des Hauses und der unterschiedlichen Räume auf ein Minimum zu reduzieren und alles zu einem vereinigten Raum zusammenzufügen – so geteilt, dass Licht, Luft und Aussicht das Ganze mit einem Sinn der Einheit durchdringt.“

Besonders apart sind die Bleiglasfenster, die Wright für den gesamten Komplex kreierte, manche davon aus mehr als 750 einzelnen juwelartigen schillernden Glasteilchen zusammengesetzt. Diese dienen als „Lichtscheiben“, um visuell den Außenraum mit den Räumen im Inneren zu verbinden. Wright entwarf mehr Muster dieser Kunstverglasung für dieses Projekt als für jedes andere seiner im Prairie Style erbauten Häuser.

## Restaurierung
Nachdem die Martins aufgrund der Weltwirtschaftskrise ihr Vermögen verloren hatten und Darwin Martin verstorben war, verließ 1937 die Familie das Haus. Während der nächsten zwei Jahrzehnte stand es leer, wurde vandaliert und begann zu verfallen. In den 1950er  Jahren wurden die Pergola, der Wintergarten und die Remise abgerissen und eine Reihe von Apartmentgebäuden wurde auf dem Grundstück erbaut. Der Rest des Komplexes wurde 1967 von der University at Buffalo erworben, um dem Präsidenten der Universität einen Sitz zu verschaffen.
Es wurde 1975 dem National Register of Historic Places hinzugefügt und im Februar 1986 zur National Historic Landmark erklärt.

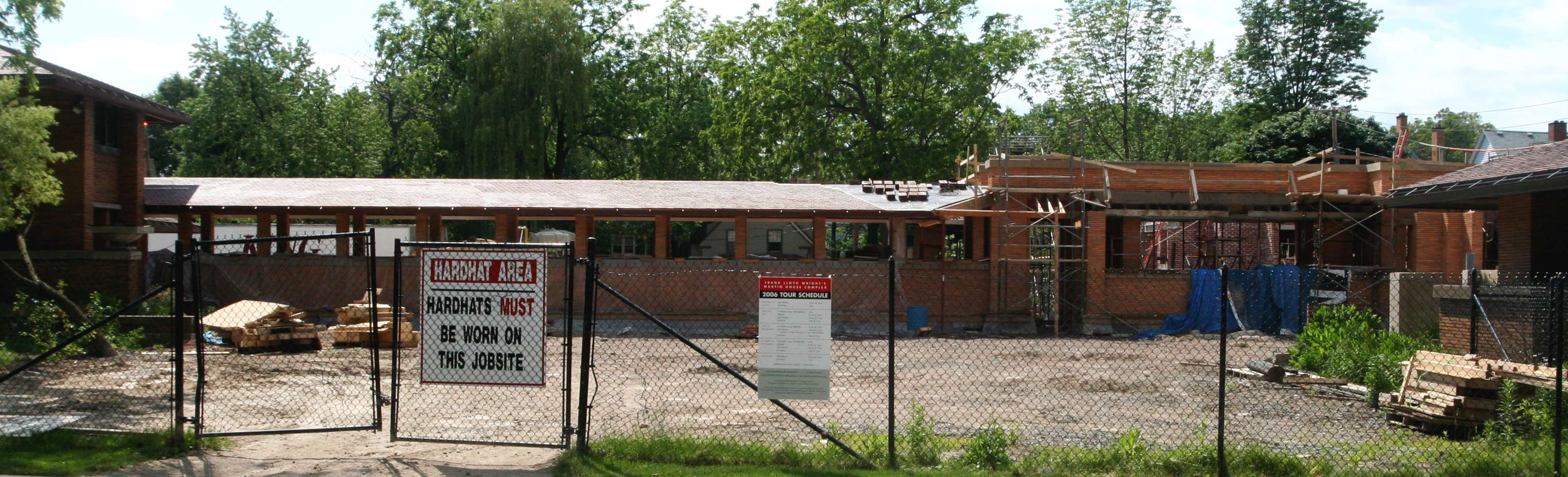
Die 2006 rekonstruierte Pergola.

The Martin House Restoration Corporation (“MHRC”) wurde 1992 als Non-Profit-Organisation gegründet. Sie hat den Auftrag, das Haus zu restaurieren und der Öffentlichkeit als Museum zugänglich zu machen. Die Maßnahmen begannen 1992, als das Architekturbüro Hamilton Houston Lownie Architects aus Buffalo engagiert wurde, um die Rekonstruktion des Daches des erhalten gebliebenen Hauptgebäudes zu planen. Pergola, Wintergarten und Remise wurden 2007 rekonstruiert. Bei der Rekonstruktion werden auch die Kunstverglasungen, Möbel, Ausstattungen und Gartenarchitektur in der Form wieder hergestellt, wie sie Wright ursprünglich entworfen hatte. Bei dem Projekt handelt es sich um das erste Mal, dass in den Vereinigten Staaten ein zuvor abgebrochenes Bauwerk von Wright wiederaufgebaut wurde.
Die MHRC ermöglicht geführte Besichtigungen des Anwesens. Das Besucherzentrum wurde von Toshiko Mori entworfen und ist im Bau (2008).